# 米尼奧拉 (阿肯色州)
米尼奧拉（英語：Mineola）是位於美國阿肯色州霍華德縣的一個非建制地區。該地的面積和人口皆未知。

## 地理
米尼奧拉的座標為34°18′48″N 94°01′51″W / 34.31333°N 94.03083°W，而該地的平均海拔高度為301米（即988英尺）。